# Kanton Mirebeau
Kanton Mirebeau (fr. Canton de Mirebeau) je francouzský kanton v departementu Vienne v regionu Poitou-Charentes. Skládá se z 10 obcí.

## Obce kantonu
- Amberre
- Champigny-le-Sec
- Cherves
- Cuhon
- Maisonneuve
- Massognes
- Mirebeau
- Thurageau
- Varennes
- Vouzailles